# Xenophrys longipes
Xenophrys longipes är en groddjursart som först beskrevs av George Albert Boulenger 1886.  Xenophrys longipes ingår i släktet Xenophrys och familjen Megophryidae. IUCN kategoriserar arten globalt som nära hotad. Inga underarter finns listade i Catalogue of Life.

## Bildgalleri

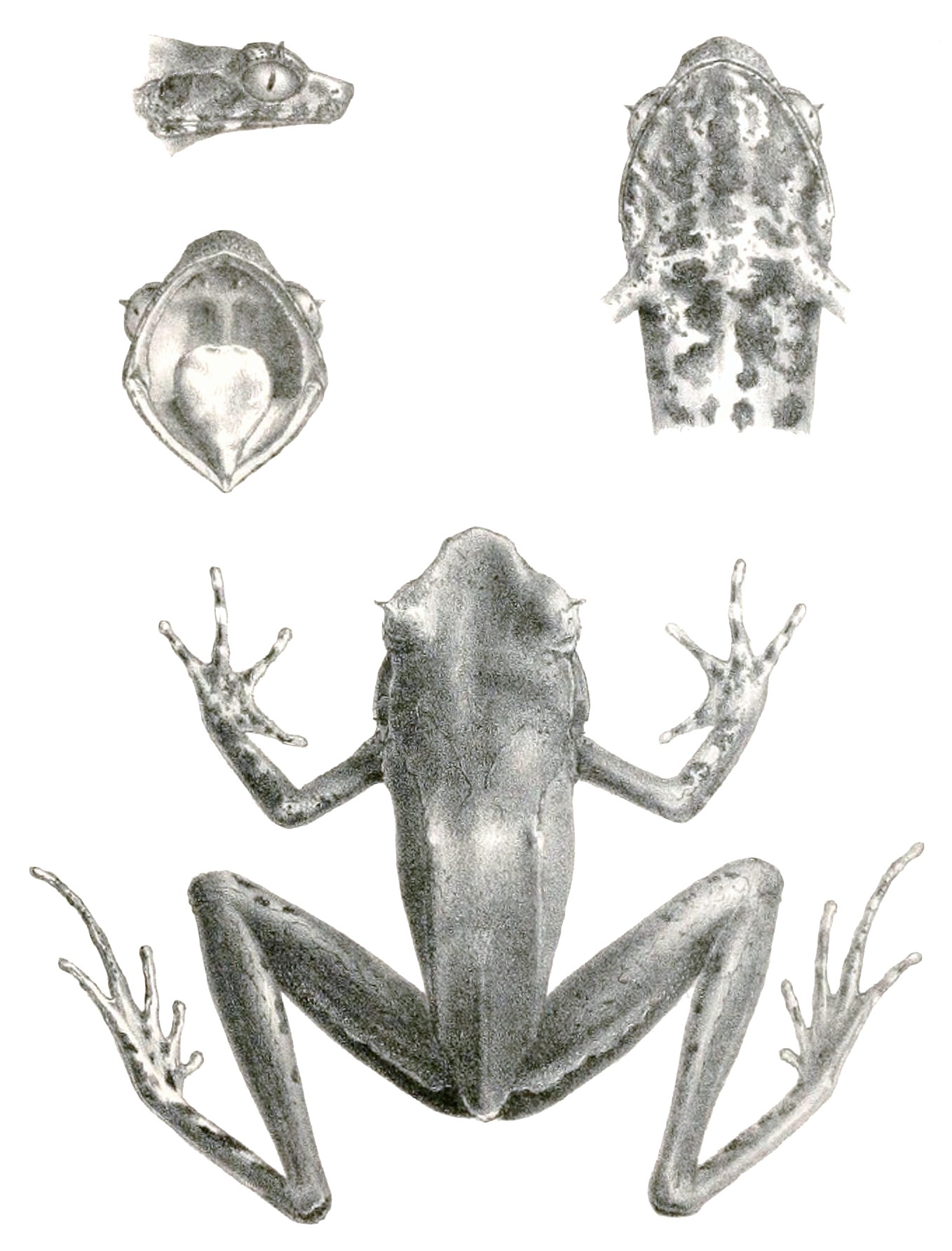
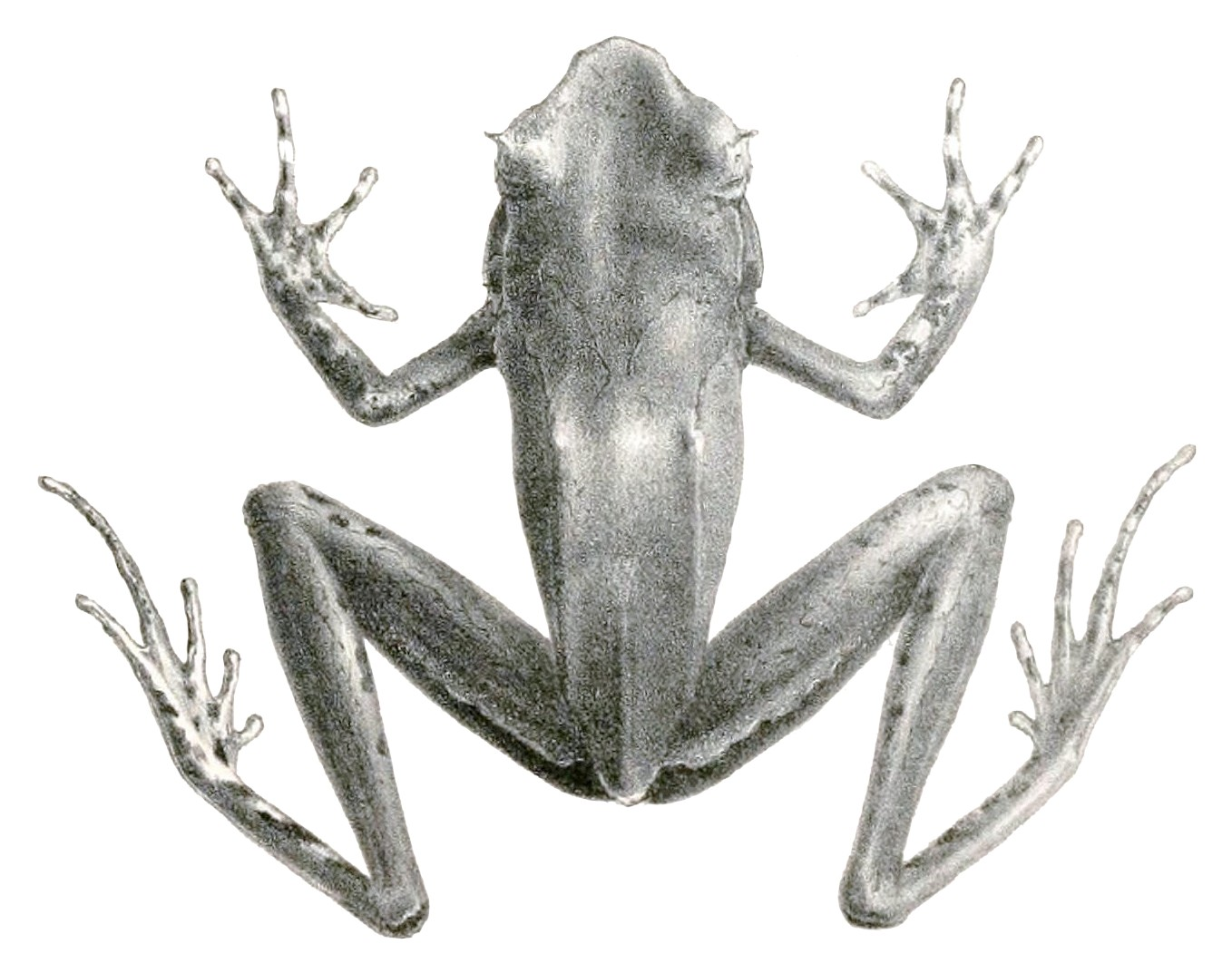